# Schizodon fasciatus
La boga lisa o lisa (en Ecuador) (Schizodon fasciatus) es una especie de peces de agua dulce de la familia Anostomidae en el orden de los Characiformes.

## Alimentación
Come  hojas,  algas y de otras materias vegetales.

## Morfología
Los machos pueden llegar alcanzar los 40 cm de longitud total.

## Hábitat
Es un pez de agua dulce y de clima tropical entre 22 °C - 28 °C de temperatura.

## Distribución geográfica
Se encuentran en Sudamérica:  cuencas costeras de la Guayana Francesa y río Amazonas.